# قائمة أوسمة الشجاعة البريطانية لحرب العراق
قائمة الجوائز البريطانية للشجاعة في حرب العراق، والتي مُنحت بين عامي 2003 و2010. وباستثناء التعيينات في الأوامر العسكرية البحتة، لم تُدرج سوى جوائز الشجاعة وتلك التي تسمح برسائل ما بعد الاسم فقط (وهذا يستثني التعيينات في وسام الإمبراطورية البريطانية للخدمة المتميزة والجوائز من المستوى الرابع مثل الإشارات في الإرساليات والتوصيات الملكية ).
تتضمن القائمة الرتبة والأوسمة التي كان يحملها الحائز في ذلك الوقت، بالإضافة إلى اسم فوجه أو فيلقه أو خدمته، وتاريخ نشر الوسام في جريدة لندن غازيت. نُشرت أول قائمة تكريم في أكتوبر 2003، وغطت فترة الغزو الأولى من 19 مارس إلى 19 أبريل. بعد ذلك، غطت القوائم فترات عمليات مدتها ستة أشهر، تنتهي في مارس أو سبتمبر، وعادةً ما تُنشر بعد عدة أشهر. نُشرت القائمة النهائية في مارس 2010.

## صليب فيكتوريا
صليب فيكتوريا (VC) هو أعلى وسام يُمنح للشجاعة في مواجهة العدو، وهو أيضًا أعلى وسام في نظام الأوسمة البريطاني. يُوضع نموذج مصغر للوسام على الزي العسكري الرسمي للدلالة على طابعه الفريد.
- الجندي جونسون جيديون، فوج أميرة ويلز الملكي، مارس 2005 [1]

## جورج كروس
صليب جورج (GC) هو أعلى وسام مدني للشجاعة، ويأتي في المرتبة الثانية بعد صليب فيكتوريا. يُمنح لأفراد القوات المسلحة لأعمال بطولية خارج نطاق العدو. كما يُلبسون نسخة مصغرة منه بدون ملابس.
- الجندي كريستوفر فيني، البلوز والرويالز، أكتوبر 2003 [2]
- الكابتن بيتر ألين نورتون، فيلق اللوجستيات الملكي، مارس 2006 [3]

## ترتيب الحمام
يجوز تعيين كبار الضباط في وسام الحمام تقديرًا لخدماتهم المتميزة. هناك ثلاث فئات: وسام الصليب الأعظم (GCB)، ووسام قائد الفرسان (KCB)، ووسام الرفيق (CB).
كيه سي بي:
- المارشال الجوي برايان كيفن بوريدج ، الحاصل على وسام الإمبراطورية البريطانية، القوات الجوية الملكية، أكتوبر 2003 [4]
- الفريق أول جون جورج، حامل وسام الإمبراطورية البريطانية، فوج المظلات الراحل، أكتوبر 2003؛[5] حامل وسام الإمبراطورية البريطانية لخدمته في كوسوفو / مقدونيا،[6] حامل وسام الإمبراطورية البريطانية لخدمته في حرب الخليج ؛[7] سبق ذكره في الإرساليات [8] وتم تعيينه حامل وسام الإمبراطورية البريطانية [9] لخدمته في أيرلندا الشمالية، كما مُنح وسام الخدمة المتميزة للخدمة في يوغوسلافيا السابقة [10]

سي بي:
- نائب المارشال الجوي أندرو ديفيد وايت، سلاح الجو الملكي، أكتوبر 2003

## وسام الخدمة المتميزة
يُمنح وسام الخدمة المتميزة (DSO) للقيادة أثناء العمليات. ويمكن منحه لأي رتبة، ولكن معظم الجوائز تُمنح للضباط برتبة مقدم (أو ما يعادلها) على الأقل، والذين يقودون تشكيلات مُعترف بها. مع أن وسام الخدمة المتميزة، برتبة واحدة فقط - وهي رتبة الرفيق - يُمكن منحه لفترات خدمة إضافية تؤهل للتعيين في الوسام.

## صليب الشجاعة الواضح
صليب الشجاعة الواضح (CGC) هو المستوى التالي من الجائزة بعد صليب فيكتوريا للشجاعة في مواجهة العدو.
- الرقيب كريستوفر مارك بروم ، فوج أميرة ويلز الملكي، مارس 2005 [11]
- الرقيب تيري برايان، الفوج الأول من مدفعية الخيالة الملكية، الفوج الملكي للمدفعية، مارس 2005 [11]
- العريف جون كولينز، فوج المظلات، ديسمبر 2006 [12]
- الرقيب الملون ليونارد جون دوربر ، فوج المظلات، مارس 2009 [13]
- عريف الفرسان مايكل جون فلين، فرقة البلوز والرويال، أكتوبر 2003؛ [14] حصل لاحقًا على وسام الصليب العسكري لأعماله في أفغانستان [15]
- العريف بنيامين بول جرينسميث ، فوج المظلات، سبتمبر 2004 (لم يُنشر في الجريدة الرسمية حتى مارس 2008)؛ [16] مُنح وسام الصليب العسكري لاحقًا لإجراءات أخرى في العراق [17] (مسجل أدناه)
- الرقيب الملون جيمس رويس هاركس ، فوج الغابات في ورشيسترشاير وشيروود، ديسمبر 2006 [12]
- الرقيب جوناثان ستيوارت <b id="mwAZQ">هولينغسوورث</b> ، قائد عسكري عالي، فوج المظلات، يوليو 2007 (قُتل أثناء العمل)؛ [18] قائد عسكري عالي للعمليات في أيرلندا الشمالية [19]
- العريف شون غاري جاردين، جنود الحدود الاسكتلنديين التابعين للملك، أبريل 2004 [20]
- العريف آدم ويليام ميلر، فيلق المهندسين الكهربائيين والميكانيكيين الملكي، مارس 2008 [21]
- الرقيب جوردون روبرتسون، فوج المظلات، أبريل 2004 [20]
- الجندي البحري جاستن رويستون توماس ، مشاة البحرية الملكية، أكتوبر 2003 [14]
- العريف تيرينس آلان تومسون، فوج أميرة ويلز الملكي، مارس 2005 [11]
- الرقيب الملون بالوكالة ماثيو ريتشارد توملينسون، مشاة البحرية الملكية، مارس 2006؛ [22] [23] حصل لاحقًا على وسام الصليب العسكري لأعماله في أفغانستان [24]
- الرقيب جيمس أنتوني وادزورث، فيلق اللوجستيات الملكي، مارس 2008 [21]

## الصليب الأحمر الملكي
يُمنح الصليب الأحمر الملكي تقديرًا لخدمات التمريض المتميزة. هناك فئتان: الأعضاء (RRC) والمشاركون (ARRC). يُقبل عادةً الضباط برتبة مقدم فما فوق كأعضاء؛ كما تُمنح العضوية للمشاركين الذين يُقدمون فترة خدمة ثانية تستحق التقدير.
ر ر س:
- الرائد تيسا جوان جريفز ، فيلق التمريض التابع للجيش الملكي للملكة ألكسندرا، مارس 2009 [25]
- الرائد جانيت ماري، الحاصلة على وسام الاستحقاق الملكي لهيئة التمريض التابعة للجيش الملكي للملكة ألكسندرا، يوليو 2008؛ [26] وسام الاستحقاق الملكي لهيئة التمريض التابعة للجيش الملكي للخدمة في أفغانستان، [27] وقد مُنحت سابقًا وسام الخدمة الطبية الملكية للخدمة في كوسوفو / مقدونيا [28]
- المقدم كارولين ويتاكر، عضو في هيئة التمريض التابعة للجيش الملكي للملكة ألكسندرا، أبريل 2004 [29]

أرك:
- العريف جينيفر آن داو، خدمة التمريض التابعة لسلاح الجو الملكي التابع للأميرة ماري ، ديسمبر 2006 [30]
- الملازم جوليان بيتر ديسبريس ، خدمة التمريض البحرية الملكية للملكة ألكسندرا، أكتوبر 2003 [31]
- الملازم الطيار كورماك فرانسيس دويل، خدمة التمريض التابعة لسلاح الجو الملكي للأميرة ماري، يوليو 2007 [18]
- الرقيب هيو فرانسيس إسحاق جونز، فيلق التمريض التابع للجيش الملكي للملكة ألكسندرا، يوليو 2007 [32]
- الرقيب غاري أنتوني كينج، فيلق التمريض التابع للجيش الملكي للملكة ألكسندرا، يوليو 2008 [33]
- الكابتن نيكولا دينيس واتسون، فيلق التمريض التابع للجيش الملكي للملكة ألكسندرا، أكتوبر 2003 [31]

## وسام الخدمة المتميزة
صليب الخدمة المتميزة (DSC) هو الميدالية من المستوى الثالث التي تُمنح للشجاعة في مواجهة العدو في البحر.
- الملازم القائد فيليب تشارلز أيرلاند، البحرية الملكية، أكتوبر 2003 [34]

## الصليب العسكري
الصليب العسكري (MC) هو الميدالية من المستوى الثالث التي تُمنح للشجاعة في مواجهة العدو على الأرض.

### البحرية الملكية
- العريف ديفيد جون بيريسفورد، مشاة البحرية الملكية، أكتوبر 2003 [35]
- البحري ريتشارد توماس بايواتر، مشاة البحرية الملكية، أكتوبر 2003 (لم يُنشر في الجريدة الرسمية حتى مارس 2005) [36]
- الكابتن كريستوفر إدوارد هاو، مشاة البحرية الملكية، أكتوبر 2003 [14]
- الكابتن جيمس نايت، مشاة البحرية الملكية، يوليو 2007 [32]
- العريف تيري روبرت نايتس، مشاة البحرية الملكية، يوليو 2007 [18]
- الكابتن بول باتريك لينش، مشاة البحرية الملكية، أكتوبر 2003 [14]
- البحري جاريث توماس، مشاة البحرية الملكية، أكتوبر 2003 [14]
- العريف بيتر ريموند واتس، مشاة البحرية الملكية، أكتوبر 2003 [14]

### جيش

#### سلاح الفرسان
- العريف كريستوفر ستيفن بالمفورث ، فوج الفرسان الملكي الملكي، مارس 2005
- عريف الفرسان جلين آشلي بيل، البلوز والرويالز، أبريل 2004
- الملازم سيمون توماس فيربروذر، حرس دراغون الملكة، أكتوبر 2003
- الرقيب كريستوفر بول ريتشاردز، الحرس الملكي للدراجين، مارس 2009
- الرائد هنري فرانسيس أوستن سوجدن، حرس الملكة دراغون، أكتوبر 2003

#### المدفعية
- الكابتن جرانت إنجلتون، الفوج الملكي للمدفعية، أكتوبر 2003 [37]

#### فيلق الدعم
- الكابتن سيمون دانيال براتشر ، فيلق اللوجستيات الملكي، مارس 2006؛ حصل لاحقًا على ميدالية النجمة البرونزية الأمريكية لأعماله في العراق
- العريف كريج جورج جيمس كومبر، فيلق المهندسين الكهربائيين والميكانيكيين الملكي، أكتوبر 2003
- العريف دارين جورج ديكسون ، فيلق اللوجستيات الملكي، الجيش الإقليمي، مارس 2005
- الكابتن جراهام بنتلي 256 فريق البحث والإنقاذ للكلاب، الفوج الأول من فوج الدفاع البحري، مارس 2005 [11]
- المقدم روبرت تشارلز فرام ، فيلق المهندسين الكهربائيين والميكانيكيين الملكي، مارس 2008
- الرقيب مارك جاك هيلي، فيلق المهندسين الملكي، أكتوبر 2003
- الرقيب ريتشارد بيتر توماس جونسون، فيلق المهندسين الملكي، أكتوبر 2003 [37]
- الرقيب كريستوفر برايان ليندهورست، فيلق المهندسين الكهربائيين والميكانيكيين الملكي، يوليو 2007
- الرقيب مارك ماكدوجال، فيلق المهندسين الملكي، يوليو 2008
- الجندية ميشيل سوزان كلير، فيلق الطب بالجيش الملكي، ديسمبر 2006؛ أول جائزة نسائية
- الملازم توبي كريستيان رايدر، فيلق المهندسين الملكي، أكتوبر 2003 [37]
- العريف بول كريستوفر ويلسون، فيلق المهندسين الكهربائيين والميكانيكيين الملكي، يوليو 2007 [18]

### القوات الجوية الملكية
- العريف ديفيد جيمس، فوج سلاح الجو الملكي، مارس 2008؛ [38] أول جائزة لضابط صف سلاح الجو الملكي [39]

## وسام الصليب الطائر المتميز
وسام الصليب الطائر المتميز (DFC) هو الميدالية من المستوى الثالث التي تُمنح للشجاعة في مواجهة العدو في الجو.
بار إلى DFC:
- قائد السرب فيليب جيريمي، الحاصل على وسام الصليب المائل، القوات الجوية الملكية، أكتوبر 2003 (لم يُنشر في الجريدة الرسمية حتى سبتمبر 2006)؛ [40] الجائزة الأصلية (مؤرخة عام 2002، ولم تُنشر في الجريدة الرسمية حتى عام 2003) [41] والشريط الثاني لاحقًا [42] عن الأعمال في أفغانستان
- قائد السرب بول جراهام شيبرد، الحاصل على وسام الصليب المعقوف، القوات الجوية الملكية، أكتوبر 2003 (لم يتم نشره في الجريدة الرسمية حتى سبتمبر 2006)؛ [40] الجائزة الأصلية للأعمال في سيراليون (لم يتم نشرها في الجريدة الرسمية حتى عام 2003) [43]

دي إف سي:
- الملازم الطيار شين ويليام أندرسون ، سلاح الجو الملكي، مارس 2006 [44]
- الرقيب روبرت سانت جون هاردينجتون بانفيلد ، سلاح الجو ، أكتوبر 2003 [45]
- قائد السرب ستيفن روبن كار، سلاح الجو الملكي، أكتوبر 2003 [37]
- الرائد ويليام ديفيد، فيلق مشاة البحرية الأمريكية، ديسمبر 2006 [46]
- الكابتن ريتشارد تيموثي كوثيل، سلاح الجو، أكتوبر 2003 [37]
- الملازم الجوي أوين إيفيون إدواردز ، القوات الجوية الملكية، أكتوبر 2003 (لم يُنشر في الجريدة الرسمية حتى مارس 2005) [47]
- الملازم الطيار ميشيل جاين، سلاح الجو الملكي، مارس 2008؛ [48] أول جائزة نسائية [49]
- الملازم الجوي كيفن هاريس، سلاح الجو الملكي، مارس 2009 [25]
- قائد السرب ديفيد جون نولز، سلاح الجو الملكي، أكتوبر 2003 [37]
- الملازم الطيار سكوت مورلي، سلاح الجو الملكي، أكتوبر 2003 [37]
- القائم بأعمال الملازم القائد جيمس لويد نيوتن، البحرية الملكية، أكتوبر 2003 [35]
- قائد السرب هارف، سلاح الجو الملكي، أكتوبر 2003 [37]
- الملازم الطيار أندرو ديفيد تورك، سلاح الجو الملكي، أكتوبر 2003 [37]
- قائد السرب جون تيرنر، سلاح الجو الملكي، أكتوبر 2003 [37]
- قائد السرب إيان واريك ريتشارد والتون، سلاح الجو الملكي، أكتوبر 2003 [37]
- الكابتن سكوت واريك واتكينز، طيران الجيش الأسترالي، سبتمبر 2005 [50]

## صليب القوات الجوية
صليب القوات الجوية (AFC) هو أيضًا جائزة من المستوى الثالث للشجاعة في الهواء، ويتم منحها عن الإجراءات أثناء عدم المشاركة في العمليات النشطة ضد العدو.
- قائد الجناح كيفن هافلوك، سلاح الجو الملكي، أكتوبر 2003 [51]
- الملازم الطيار نيكولاس روبرت أيرلاند، القوات الجوية الملكية، أكتوبر 2003 [37]

## ميدالية جورج
ميدالية جورج (GM) هي المستوى التالي أسفل صليب جورج للشجاعة ليس في مواجهة العدو.
- العريف مارتن بول كاينز، فوج أميرة ويلز الملكي، ديسمبر 2006 [52]
- الكابتن كيفن مايكل ديفيد إيفسون، فيلق اللوجستيات الملكي، سبتمبر 2006 [53]
- الرقيب غاري جون أودونيل، فيلق اللوجستيات الملكي، ديسمبر 2006؛ [12] مُنح عقوبة الإعدام بعد وفاته لأعماله في أفغانستان [54]
- ضابط الصف من الدرجة الأولى نيكولاس كيث بيتيت ، قائد عسكري رئيسي، فيلق المهندسين الملكي، أبريل 2004؛ [29] قائد عسكري رئيسي لإجراءات في يوغوسلافيا السابقة [55]
- فوج المشاة دانيال جيمس سميث، الفوج الملكي للجنود، سبتمبر 2006 [53]

## وسام الشجاعة الملكية
وسام الشجاعة الملكية (QGM) هو الميدالية من المستوى الثالث التي تُمنح للشجاعة التي لا تظهر في مواجهة العدو.
بار إلى QGM:
- الكابتن إيمون كونراد هيكين، قائد القوات اللوجستية الملكية، مارس 2008؛ [56] الجائزة الأصلية لأعماله في أيرلندا الشمالية، [57] حصل لاحقًا على ميدالية النجمة البرونزية الأمريكية لأعماله في العراق [58]
- الكابتن فينسنت مايكل سترافورد، قائد القوات اللوجستية الملكية، مارس 2008؛ [56] الجائزة الأصلية للأعمال في أفغانستان [59]

كيو جي ام:
- ضابط الصف من الدرجة الثانية بريندان جيمس كامبل، الحرس الأيرلندي، مارس 2008 [60]
- العريف سيمون ديفيد كامبل، الحاصل على وسام الإمبراطورية البريطانية، الحرس الأيرلندي، أبريل 2004 (لم يُنشر في الجريدة الرسمية حتى سبتمبر 2004) [61]
- ضابط الصف من الدرجة الثانية أدريان روبرت كرادوك ، فيلق اللوجستيات الملكي، مارس 2005؛ [62] حصل لاحقًا على ميدالية النجمة البرونزية الأمريكية لخدمته في العراق [63]
- الجندي داميان كينيث كوري، بلاك ووتش، مارس 2005 [11]
- الرقيب الملون كارل فيليب داكين، فوج المظلات، أكتوبر 2003 (لم يُنشر في الجريدة الرسمية حتى مارس 2005) [47]
- الرقيب الأول بالإنابة سيمون جيمس دي جروتشي ، فيلق اللوجستيات الملكي، سبتمبر 2005 [64]
- الكابتن كريسبين توني جرانت درايفر ويليامز، فيلق اللوجستيات الملكي، مارس 2005 [11]
- الكابتن تيموثي روبرت جولد، فيلق اللوجستيات الملكي، أكتوبر 2003 [65]
- الرقيب ستيفن روبرت جولدينج، فيلق المهندسين الملكي، مارس 2005 [11]
- العريف مايكل جلين هارولد، فوج الرماح الملكية للملكة، يوليو 2007 [66]
- الرقيب كريس جيمس هيويت، فيلق اللوجستيات الملكي، سبتمبر 2006 [67]
- العريف جون أوستن هيسكوك، مشاة البحرية الملكية، أكتوبر 2003 [31]
- العريف بيتر ويليام لينج، الحاصل على وسام الصليب العسكري، فرقة بلاك ووتش، مارس 2005؛ [11] الحاصل على وسام الصليب العسكري لأعماله السابقة في العراق [45] (مسجل أعلاه)
- الجندي جونيتاني ماتيا لاواسي، بلاك ووتش، مارس 2005 [11]
- الجندي مايكل ديفيد ماكلولين، بلاك ووتش، سبتمبر 2005 [50]
- النقيب تايتوسي كاجي ساوكورو، فوج الملك، سبتمبر 2004 [68]
- الرقيب أندرو ويليام سيندال، فيلق المهندسين الملكي، أكتوبر 2003 [31]
- الرقيب كيفن ويليام توملينسون، الحرس الأيرلندي، مارس 2008 [56]
- الحارس لي ويلر، الحرس الأيرلندي، أبريل 2004 (لم يُنشر في الجريدة الرسمية حتى سبتمبر 2004) [61]
- العريف مايكل أندرو ويلكنسون، الفوج الملكي الأنجليكاني، يوليو 2007 [66]
- الرقيب أنتوني مايكل وايلز، فيلق المهندسين الملكي، الجيش الإقليمي، أبريل 2004 [69]